# مرچز
مرچز (به صربی: Merćez) یک منطقهٔ مسکونی در صربستان است که در کورشوملیا واقع شده‌است. مرچز ۲۶ نفر جمعیت دارد.